# رابرت استاینبرگ
رابرت استاینبرگ (به انگلیسی: Robert Steinberg) (زاده ۲۵ می ۱۹۲۲ در بیسارابیا-درگذشته ۲۵ می ۲۰۱۴) ریاضیدان اهل آمریکا بود.

## زندگی و کارنامه

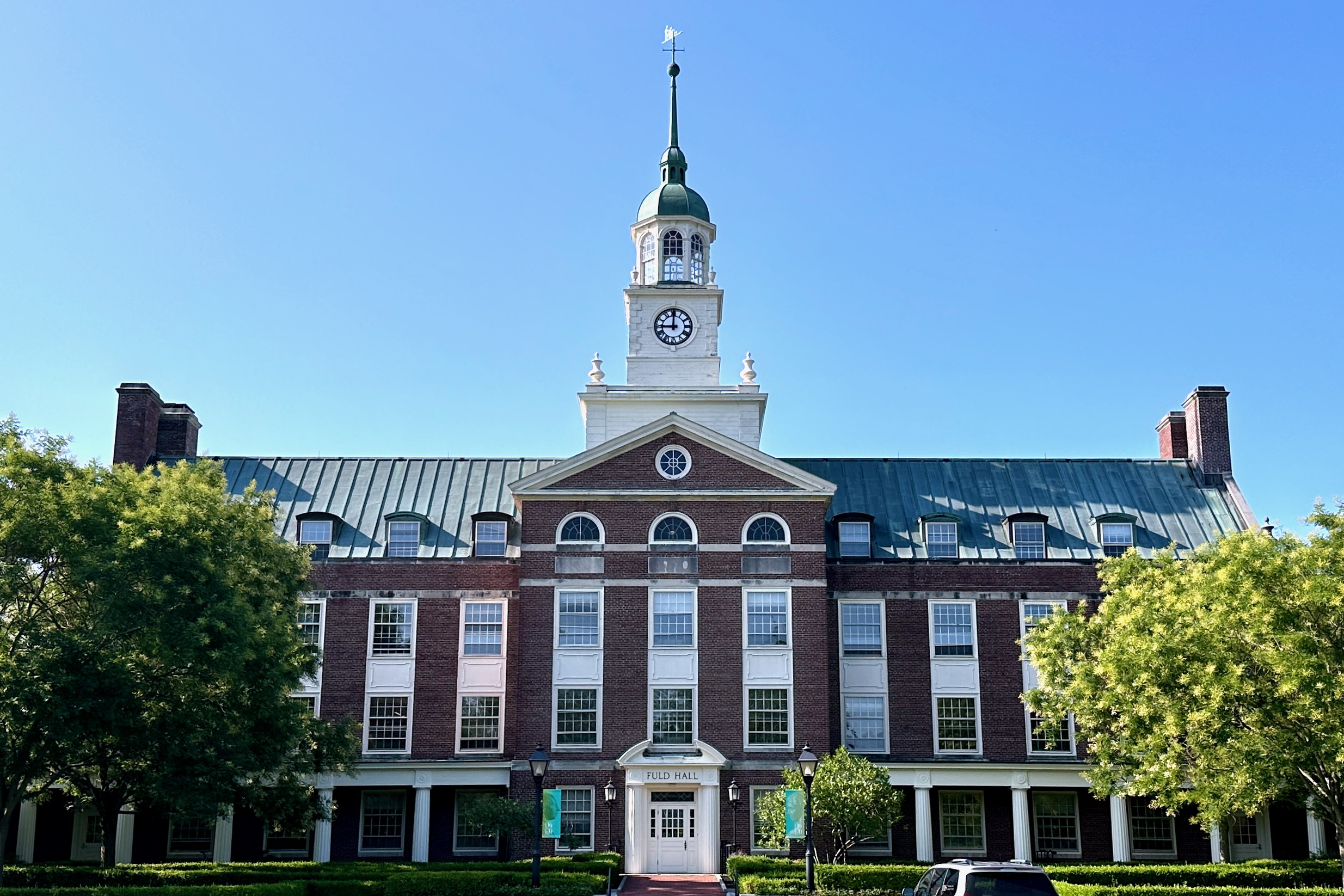
محل زندگی رابرت استاینبرگ

استاینبرگ در سال ۱۹۴۸ در دانشگاه تورنتو با سرپرستی ریشارد براوئر با رساله‌ای به نام «نمایش گروه‌های خطی کسری» درجه دکتری ریاضیات را به دست آورد. پس از آن در دانشگاه کالیفرنیا به استادی رسید و در همان‌جا در سال ۱۹۹۲ بازنشسته شد. وی همچنین چند سالی را در موسسه مطالعات پیشرفته در پرینستون سپری کرد. زمینه کاری استاینبرگ نمایش گروه ها و گروه‌های لی بود و ساختارهای و قضایای بسیاری در این حیطه همچون گروههای استاینبرگ، قضیه استاینبرگ-لنگ و نمایش استاینبرگ به نام وی هستند. استاینبرگ در سال ۱۹۶۶ به عنوان سخنران مدعو در کنگره جهانی ریاضیدانان در مسکو با موضوع «رده‌هایی از گروههای جبری نیم-ساده» سخنرانی کرد.